# Nights and Weekends
Nights and Weekends è un film del 2008 diretto da Joe Swanberg e Greta Gerwig.

## Trama
Il film racconta di una relazione a distanza tra due persone, una delle quali vive a Chicago, l'altra a New York City. La prima metà del film segue la loro relazione, mentre la seconda metà si concentra sullo scioglimento e sulla sua potenziale continuazione, che avviene un anno dopo gli eventi della prima metà del film.

## Distribuzione
Il film è stato presentato in anteprima al South by Southwest ed è stato distribuito nelle sale cinematografiche degli Stati Uniti il 10 ottobre 2008.

## Accoglienza
Su Rotten Tomatoes, il film ha un indice di gradimento dell'85% basato su 20 recensioni, con una valutazione media di 6,8/10. Su Metacritic, il film ha un punteggio medio ponderato di 59 su 100, basato su 6 critici, che indica "recensioni miste o medie".